# Park Jin-young (1971)
Park Jin-young (박진영?, Pak ChinyŏngLR, anche conosciuto come J.Y. Park o semplicemente JYP; Seul, 13 dicembre 1971) è un cantante, attore e produttore discografico sudcoreano, fondatore ed attuale amministratore delegato della JYP Entertainment, una delle maggiori etichette discografiche che si occupano di musica k-pop.

## Biografia
Park nasce a Seul, in Corea del Sud, il 13 dicembre 1971. Si è diplomato alla BaeMyung High School e ha conseguito la laurea in geologia alla Yonsei University. Nel 1999 sposa Seo Yoon-jeong, da cui divorzia dieci anni più tardi, nel marzo 2009. Il 10 ottobre 2013 si è risposato con la nipote di Yoo Byung-eun.

## Carriera

### Cantante
Nel 1992, Park Jin-young debutta con il gruppo chiamato 'Park Jin-Young and the New Generation', che, tuttavia, non ha successo. Nel 1994 ritorna come solista con il brano "Don't Leave Me", tratto dall'album Blue City, ottenendo popolarità. L'anno successivo pubblica un album dal titolo Tantara. Un terzo album intitolato Summer Jingle Bell esce nel 1997 con la canzone "She Was Pretty". Nel 1998 pubblica il pezzo "Honey" dell'album Even After 10 Years. Ritorna nel 2007 con l'album Back To Stage e il brano "Kiss". Contemporaneamente ha anche scritto e prodotto brani musicali ed album per numerosi altri artisti fra cui Rain, 2PM e Wonder Girls. Nel 2009, JYP è stato il primo produttore sudcoreano ad entrare nella classifica Billboard Hot 100 proprio grazie al successo delle Wonder Girls e del loro singolo "Nobody". Ha anche collaborato con alcuni artisti al di fuori della Corea del Sud, come Will Smith, Cassie e Ma$e. Park sa parlare fluentemente la lingua inglese, come dimostrano le varie interviste che ha condotto negli Stati Uniti. Nel dicembre 2009 pubblica il singolo "No Love No More", contenuto nell'EP Sad Freedom, mentre ad aprile del 2012 duetta con Ga-in nel brano "Someone Else", e il 28 dello stesso mese pubblica il singolo "You're the One".
Nel maggio del 2008, ha anche collaborato con Jackie Chan per il progetto "I Love Asia", promosso per il terremoto avvenuto in Cina.

### Attore
Ad inizio 2011, JYP ha debuttato come attore in Dream High, per il quale ha ricevuto una nomination come "Nuovo attore dell'anno" in occasione del BaekSang Arts Awards. Nel novembre 2011, fu confermato il suo ruolo anche nel sequel, Dream High 2. Nel 2012 debutta al cinema come protagonista nel film 5 baengmanbur-ui sana-i con il ruolo di Choi Young In, al fianco degli attori Jo Sung-ha e Min Hyo-rin. Ha recitato anche nel film TV delle Wonder Girls, interpretando se stesso.

### Produttore
Oltre all'attività di cantante e attore, Park Jin-young porta avanti la carriera di produttore. A giugno del 2007, ha ufficialmente aperto a New York City il ramo americano della JYP Entertainment, denominata JYP USA. Ad ottobre dell'anno successivo, la casa discografica si è espansa anche in Cina, aprendo il JYP Beijing Center. Nello stesso anno, la CAA (Creative Artists Agency) ha incluso la JYP Entertainment nella lista della sua clientela di alto profilo. Con la società americana Nickelodeon e Lawrence Bender, ha sviluppato e prodotto uno show televisivo basato sulle Wonder Girls.
A giugno del 2009, è stato ufficialmente annunciato un accordo manageriale tra la JYP Entertainment ed il gruppo musicale statunitense Jonas Brothers. L'accordo prevedeva la partecipazione del girl group della JYP Wonder Girls ai vari concerti del trio americano in alcune città selezionate per il loro World Tour 2009 come gruppo di apertura.

## Vita privata
Nel 1999, Park Jin-young sposò Seo Yoon-jeong. Nel marzo 2009, la coppia ha annunciato il divorzio, mentre il 10 ottobre 2013, ha sposato una donna che ha nove anni meno di lui.

## Discografia

### Album in studio
- 1994 – Blue City
- 1995 – Tantara
- 1997 – Summer Jingle Bell
- 1998 – Even After 10 Years
- 1998 – Kiss Me
- 2001 – Game
- 2007 – Back to Stage

### EP
- 2012 – Spring: 5 Songs for a New Love
- 2013 – Halftime

### Singoli
- 2009 – Sad Freedom
- 2012 – Movie Star
- 2012 – Classic (con Ok Taec-yeon, Jang Woo-young, e Suzy)
- 2015 – All I Need (feat. P-Type)
- 2019 – This Small Hand
- 2019 – Fever (feat. Superbee e BIBI)
- 2020 – When We Disco (con Sunmi)
- 2020 – Switch To Me (con Rain)
- 2022 – Groove Back (con Gaeko)
- 2024 – Like Magic (con Stray Kids, Itzy e Nmixx)

## Videografia
Oltre che nei propri videoclip, Park Jin-young è apparso anche nei seguenti video:
- 2008 – Nobody, videoclip delle Wonder Girls
- 2010 – This Christmas, parte della compilation della JYP Entertainment
- 2012 – Classic, videoclip di Suzy, Taecyeon e Wooyoung
- 2012 – The DJ Is Mine, videoclip delle Wonder Girls
- 2013 – Somebody, videoclip delle 15&
- 2014 – Girls Girls Girls, videoclip dei GOT7
- 2017 – Knock Knock, videoclip delle TWICE

## Filmografia

### Cinema
- 5 baegmanbul-ui sanai (5백만불의 사나이), regia di Kim Ik-ro (2012)

### Televisione
- Dream High (드림하이) – serie TV (2011-2012)
- Dream High 2 (드림하이 2) – serie TV (2012)
- The Wonder Girls Movie – film TV (2012)
- Producer (프로듀사) – serie TV, episodi 3-4 (2015)

## Riconoscimenti
- 1997 – Model Line Selected '97 Best Dresser Award
- 1997 – KBS Popular Song Grand Prize Singer in His Teens Award
- 1997 – SBS Popular Song Grand Prize Music Arrangement of the Year Award
- 1999 – SBS Popular Song Grand Prize Composer of the Year Award
- 2000 – SBS Popular Song Grand Prize Composer of the Year Award, Songwriter of the Year Award, Producer of the Year Award
- 2001 – Daily Sports Popular Song Grand Prize Teen Singer of the Year Award
- 2001 – Seoul Popular Song Grand Prize Composer of the Year Award
- 2001 – SBS Popular Song Grand Prize Composer of the Year Award, Producer of the Year Award
- 2001 – Best Music Video Award (R&B category)
- 2001 – Mnet Music Video Award
- 2001 – KBS Popular Song Grand Prize Composer of the Year Award
- 2002 – SBS Popular Song Grand Prize Producer of the Year Award
- 2007 – Model Line's Best Dressed of the Year
- 2007 – The 100 Most Influential Contributors of the Year
- 2007 – Personal Advisor to the Future Planning Council
- 2009 – Mnet Asian Music Awards – Best Asian Composer for "Nobody"
- 2012 – Mnet 20's Choice Awards – 20's Do Don't[14]

## Doppiatori italiani
Nelle versioni in italiano dei suoi film, Park Jin-young è stato doppiato da:
- Diego Sabre in Dream High.